# Piet De Zaeger
Piet De Zaeger (Antwerpen, 30 mei 1971) is de algemeen directeur van de N-VA. Hij wordt beschouwd als een van de machtigste figuren binnen de partij. 

## Leven
De vader van Piet De Zaeger was vele jaren militant voor de Volksunie, zonder ooit op te komen bij verkiezingen. Ook zijn moeder was actief Volksunielid. Als kind was Piet De Zaeger lid van het Vlaams Nationaal Jeugdverbond, onder meer samen met Els Van Weert. Net als zijn vader bleef hij politiek lange tijd op de achtergrond.

### Studies
Piet De Zaeger studeerde geschiedenis: zijn kandidaturen deed hij van 1988 tot 1991 aan de UFSIA. Tijdens deze studies leerde hij Bart De Wever kennen en samen met hem studeerde hij verder in Leuven, waar ze zeer actief werden binnen het Katholiek Vlaams Hoogstudentenverbond. Piet De Zaeger deed zijn licenties van 1992 tot 1994 aan de Katholieke Universiteit Leuven. Zijn licentiaatsthesis werd in 1995 door Acco in boekvorm uitgegeven als "Lier bezet en bevrijd. Een Vlaamse stad tijdens de Tweede Wereldoorlog".
In 1994-1995 deed hij aanvullende studies Internationale betrekkingen aan de K.U.Leuven en in 2003-2005 Overheidsmanagement en bestuurskunde aan de Vrije Universiteit Brussel.

### Werk
Van 1996 tot 2001 werkte hij als stafmedewerker organisatie en communicatie bij de Volksunie en van 2001 tot 2004 zette hij deze functie verder voor de N-VA. In juli 2004 werd hij algemeen directeur van de N-VA. Hij staat er onder meer in voor een 70-tal partijmedewerkers, het beheer van de partijfinanciën, het communicatiebeleid en de coördinatie van nationale verkiezingscampagnes.

## Politiek
De Zaeger behoorde steeds tot de Volksunie en later de N-VA. In 2004 werd hij als algemeen directeur een van de nauwste medewerkers van partijvoorzitter Bart De Wever. Binnen de partij wordt hij gewaardeerd voor zijn organisatorische capaciteiten en krijgt hij zeer veel gewicht toebedeeld. Hij wordt beschouwd als een "controlefreak".
De Zaeger engageerde zich ook in de lokale politiek te Lier. In 2013 werd hij er verkozen tot voorzitter van de lokale afdeling Lier-Koningshooikt. Datzelfde jaar werd hij tevens lid van de raad van bestuur van de Lierse maatschappij voor de huisvesting.